# Tyler Morley
Tyler Morley, född 19 december 1991, är en kanadensisk professionell ishockeyspelare som spelar för EHC Kloten i NL. Morley gjorde seniordebut 2016 med San Diego Gulls i AHL. Säsongen 2017/18 flyttade han till Europa där han spelade för den kroatiska klubben KHL Medveščak Zagreb i EBEL. Detta följdes av två säsonger i Liiga i Finland, där han spelade en säsong vardera för SaiPa och Tappara.
Säsongen 2020/21 inledde han med Skellefteå AIK och avslutade med Linköping HC i SHL. Den efterföljande säsongen återvände han till Tappara och vann ett inhemskt guld med klubben. Sedan följde en säsong i den tyska klubben Grizzly Adams Wolfsburg i DEL. Sedan april 2023 tillhör han den schweiziska klubben EHC Kloten.

## Karriär

### 2008–2017: Juniorår och AHL
Morley påbörjade sin ishockeykarriär i moderklubben Grandview Steelers, som är belägen i hans hemstad Burnaby. Mellan säsongerna 2008/09 och 2011/12 spelade Morley juniorishockey för Surrey Eagles i BCHL. I sin sista säsong med Eagles var han lagets poängmässigt bästa spelare och vann också den interna skytte- och assistligan. På 58 matcher noterades han för 65 poäng, fördelat på 28 mål och 37 assist, och blev uttagen till det andra All Star-laget i Coastaldivisionen.
Mellan säsongerna 2012/13 och 2015/16 gick Morley på University of Alaska Fairbanks där han spelade för Alaska Nanooks. I sin första säsong i NCAA blev han uttagen till ligans All Rookie-lag. Under sin tredje och fjärde säsong blev han uttagen till ligans All Star-lag. Dessa säsonger vann han också lagets interna poängliga (37 poäng på 32 matcher, respektive 30 poäng på 29 matcher). I sin fjärde och sista säsong var han också lagkapten för Nanooks.
Den 23 mars 2016 meddelades det att Morley skrivit ett amatöravtal med San Diego Gulls i AHL. Han spelade därefter två matcher för klubben i slutet av säsongen. Morley gjorde AHL-debut den 9 april 2016, i en 6–2-seger mot Stockton Heat. I samma match gjorde han sitt första mål i AHL, på Nick Schneider, och noterades också för en assistpoäng. Den 8 september 2016 meddelade Gulls att man skrivit ett avtal med Morley för den kommande säsongen. Morley spelade totalt 48 grundseriematcher för Gulls och stod för 17 poäng, varav fem mål. I Calder Cup-slutspelet slog laget ut Texas Stars, innan man själva slogs ut i kvartsfinalserien av Ontario Reign med 4–1 i matcher. Morley spelade fyra matcher i slutspelet och noterades för en assistpoäng.

### 2017–idag: Spel i Europa
Den 24 juli 2017 stod det klart att Morley lämnat Nordamerika för spel i Europa då han skrivit ett ettårskontrakt med den kroatiska klubben KHL Medveščak Zagreb i EBEL. I grundserien var han Zagrebs poängmässigt bästa spelare och slutade på fjärde plats i seriens poängliga. På 54 grundseriematcher noterades han för 63 poäng (25 mål, 38 assist). Även i det efterföljande slutspelet vann han lagets interna poängliga: på sex matcher stod han för sex mål och fem assistpoäng. Zagreb slogs ut i kvartsfinalserien av EHC Black Wings Linz med 4–2 i matcher.
Efter en säsong i EBEL, meddelade den finska klubben SaiPa i Liiga den 3 maj 2018 att man skrivit ett ettårsavtal med Morley. Morley gjorde debut för SaiPa den 14 september samma år, i en 5–6-seger mot KooKoo. I den följande omgången, dagen därpå, gjorde han sitt första mål i Liiga, på Samu Perhonen, i en 7–3-seger mot KooKoo. Morley blev SaiPas främste målskytt i grundserien och vann också lagets interna poängliga. På 57 grundseriematcher stod han för 41 poäng (17 mål, 24 assist). I det följande slutspelet slogs SaiPa ut i åttondelsfinal av Ilves med 2–1 i matcher. Kort därefter stod det klart att Morley lämnat SaiPa då han den 20 maj 2019 skrivit ett ettårsavtal med seriekonkurrenten Tappara. I Tappara hade Morley ett poängsnitt på lite över en poäng per match. Säsongens avslutades i förtid på grund av Coronaviruspandemin 2019–2021. På 37 grundseriematcher noterades han för 38 poäng, varav 14 mål. Han var den spelare i serien som gjorde flest mål i box play (3).
Efter två säsonger i Finland meddelades det den 5 maj 2020 att Morley skrivit ett ettårsavtal med Skellefteå AIK i SHL. Den 19 september samma år gjorde han SHL-debut i en 4–5-seger mot Leksands IF. Månaden därpå, den 10 oktober, gjorde han sitt första SHL-mål, på Erik Källgren, i en 1–3-seger mot Växjö Lakers HC. Efter att ha fått allt mindre speltid i Skellefteå, bekräftades det den 18 januari 2021 att Morley lämnat Skellefteå för spel med seriekonkurrenten Linköping HC. På totalt 53 grundseriematcher i SHL noterades han för 19 poäng, varav 13 för Linköping.
Den 19 maj 2021 stod det klart att Morley återvänt till Tappara då han skrivit ett ettårskontrakt med klubben. Tappara vann grundserien, där Morley spelade 48 matcher och noterades för 35 poäng (12 mål, 23 assist). I det efterföljande slutspelet vann Tappara alla sina matchserier med 4–1 (Lukko, Kookoo och HC TPS) och vann därmed guld. På 14 spelade matcher stod Morley för sex poäng, varav ett mål.
Den 3 juni 2022 bekräftades det att Morley åter lämnat Finland, då han skrivit ett ettårsavtal med den tyska klubben Grizzly Adams Wolfsburg i DEL. Laget slutade på femte plats i grundserien, där Morley med 45 poäng på 49 matcher slutade på tredje plats i lagets interna poängliga. I det följande slutspelet slog laget ut Straubing Tigers i kvartsfinal med 4–3 i matcher, innan man själva besegrades med samma siffror i semifinal mot EHC Red Bull München. Morely var Wolfsburgs poängmässigt bästa spelare i slutspelet med 13 poäng, varav tre mål, på 14 spelade matcher.
Den 28 april 2023 bekräftades det att Morley skrivit ett ettårskontrakt med den schweiziska klubben EHC Kloten i NL. Han gjorde debut i ligan den 15 september samma år i en 6–3-seger mot EV Zug. I samma match stod han för sitt första mål i NL, på Leonardo Genoni. I oktober missade Morely elva matcher med laget på grund av en skada. Den 13 december 2023 bekräftades det att Morely förlängt sitt avtal med Kloten med ytterligare två säsonger. Kloten slutade näst sist i grundserien, där Morley på 41 matcher noterades för 23 poäng, varav 12 mål. Likt föregående säsong spelade Morley 41 grundseriematcher säsongen 2024/25 och noterades för 17 poäng, varav sju mål. Kloten tog sig, via play-in, till kvartsfinal där man dock besegrades av ZSC Lions med 4–1 i matcher.

## Statistik
| 2015–16      | San Diego Gulls         | AHL          | 2   | 1  | 1  | 2   | 0   | —  | — | —  | —  | —  |
| 2016–17      | San Diego Gulls         | AHL          | 48  | 5  | 12 | 17  | 14  | 4  | 0 | 1  | 1  | 6  |
| 2017–18      | KHL Medveščak Zagreb    | EBEL         | 54  | 25 | 38 | 63  | 44  | 6  | 6 | 5  | 11 | 2  |
| 2018–19      | SaiPa                   | Liiga        | 57  | 17 | 24 | 41  | 79  | 3  | 0 | 2  | 2  | 2  |
| 2019–20      | Tappara                 | Liiga        | 37  | 14 | 24 | 38  | 14  | —  | — | —  | —  | —  |
| 2020–21      | Skellefteå AIK          | SHL          | 33  | 1  | 5  | 6   | 62  | —  | — | —  | —  | —  |
| 2020–21      | Linköping HC            | SHL          | 20  | 4  | 9  | 13  | 2   | —  | — | —  | —  | —  |
| 2021–22      | Tappara                 | Liiga        | 48  | 12 | 23 | 35  | 30  | 14 | 1 | 5  | 6  | 8  |
| 2022–23      | Grizzly Adams Wolfsburg | DEL          | 49  | 16 | 29 | 45  | 21  | 14 | 3 | 10 | 13 | 8  |
| 2023–24      | EHC Kloten              | NL           | 41  | 12 | 11 | 23  | 16  | —  | — | —  | —  | —  |
| 2024–25      | EHC Kloten              | NL           | 41  | 7  | 10 | 17  | 10  | 9  | 1 | 3  | 4  | 10 |
| Liiga totalt | Liiga totalt            | Liiga totalt | 142 | 43 | 71 | 114 | 123 | 17 | 1 | 7  | 8  | 10 |
| NL totalt    | NL totalt               | NL totalt    | 82  | 19 | 21 | 40  | 26  | 9  | 1 | 3  | 4  | 10 |
| SHL totalt   | SHL totalt              | SHL totalt   | 53  | 5  | 14 | 19  | 64  | —  | — | —  | —  | —  |